# Einari Teräsvirta

Einari Teräsvirta en las anillas en el campo de pelota de Helsinki el 29 de julio de 1936.

Einari Teräsvirta (Viborg, Finlandia, 7 de diciembre de 1914-Helsinki, 23 de noviembre de 1995) fue un gimnasta artístico finlandés, campeón olímpico en Londres 1948 en el concurso por equipos.
Está enterrado en el Cementerio de Hietaniemi en Helsinki.

## Carrera deportiva
En las Olimpiadas de Los Ángeles 1932 ganó el bronce en barra fija —tras el estadounidense Dallas Bixler y su compatriota el finlandés Heikki Savolainen— y también bronce en equipo, tras Italia y Estados Unidos.
Su mayor triunfo fue conseguir el oro en los JJ. OO. de Londres 1948 en equipos, por delante de suizos y húngaros, siendo sus compañeros de equipo: Paavo Aaltonen, Veikko Huhtanen, Kalevi Laitinen, Sulo Salmi, Aleksanteri Saarvala, Heikki Savolainen y Olavi Rove.